# Јосип Реић
Јосип Реић (Сплит, 24. јул 1965) бивши је југословенски веслач, освајач бронзане медаље на Олимпијским играма 1980. године.

## Спортска каријера
Био је члан веслачког клуба Гусар из Сплита. У клубу је веслао од 1978. до 1982, док је репрезентативац Југославије био од 1979. до 1981. године. Учесник је Олимпијских игара у Москви 1980. године са само 15 година. Освојио је бронзану медаљу на Олимпијским играма 1980. године у дисциплини двојац са кормиларом, заједно са Златком Целентом и Душком Мрдуљашем, и то као кормилар. На Медитеранским играма 1979. у Сплиту освојио је златну медаљу, такође са Целентом и Мрдуљашем.
Од 1999. године ради као тренер Школе веслања, а од исте године је активан као члан управе веслачког клуба Гусар.